# Клыково (Вологодская область)
Клыково — деревня в Верховажском районе Вологодской области.
Входит в состав Нижне-Важского сельского поселения (до 2015 года входила в Терменгское сельское поселение), с точки зрения административно-территориального деления — в Терменгский сельсовет.
Расстояние по автодороге до районного центра Верховажья — 9,7 км, до деревни Куколовской — 2,8 км. Ближайшие населённые пункты — Фроловская, Пахомовская, Филинская, Куколовская.
По переписи 2002 года население — 32 человека (18 мужчин, 14 женщин). Всё население — русские.